# Ecocert
Ecocert est une entreprise française créée en 1991 agissant comme organisme de certification et utilisant son nom comme marque de certification, notamment pour l’agriculture biologique.
Son président et cofondateur est William Vidal.

## Historique
Ecocert est créé en 1991 avec William Vidal comme cofondateur.
En 1991, l'organisme reçoit le premier agrément « organisme de contrôle en agriculture biologique ».
En 1994, Ecocert s’étend à l’international avec une première implantation au Portugal.[réf. nécessaire]
En 2002, l’organisation crée le premier référentiel cosmétique écologique[source secondaire nécessaire]. En 2006, l’entreprise emploie 200 salariés et s’internationalise avec 20 % de chiffre d'affaires à l’étranger. Son siège déménage en décembre 2010 à L'Isle-Jourdain dans le Gers[source insuffisante].
En 2011, Ecocert rachète le certificateur américain ICO.
En avril 2015, les salariés se mettent en grève pour demander une augmentation de leur salaire,.
En 2016, Ecocert rachète la société argentine Argencert, et à la fin de l’année 2019, c’est à la société américaine Nature’s International Certification Services de se faire racheter, ce qui amène Ecocert à réaliser 18 % de son chiffre d’affaires mondial sur le continent américain.
En 2021, le groupe compte plus de 1400 salariés. C'est aussi l'année de l'acquisition de Certysis, pionnier de la certification biologique en Belgique, et de Transitions, cabinet de conseil en stratégie et ingénierie du développement durable.
En 2024, William Vidal, cofondateur, quitte la présidence de l'entreprise et passe le flambeau à son fils, Jérémie Vidal.

## Activité
Le principal marché d’Ecocert est la certification de produits biologiques. L’entreprise est la première sur ce marché en France (où elle contrôlait 64 % des opérateurs dans l’agriculture biologique en 2015) et dans le monde.
L’entreprise intervient dans divers secteurs et le label Ecocert « En Cuisine » est le premier cahier des charges français destiné à la restauration collective bio. Ce label décerne trois niveaux de certification, en fonction du degré d’engagement des acteurs et en faveur du bio afin de privilégier une alimentation durable.
Ecocert propose plusieurs labels[source insuffisante].
Depuis 2017, le label de Commerce Equitable Fair For Life délivré par Ecocert, certifie produits alimentaires, vins et cosmétiques mettant en avant des piliers clés : une rémunération juste des producteurs, des conditions de travail justes, le respect des écosystèmes en promouvant la biodiversité et la durabilité des pratiques agricoles ainsi que la recherche d’impact positif à échelle locale.
Le chiffre d'affaires de l’entreprise en 2019 s’élève à près de 70 millions d’euros (12 % de plus que l’année précédente), dont 18 % en Amérique. Aux États-Unis, il s’élève à 5 millions de dollars. L’entreprise française détient 23 filiales qui lui assurent 60 % de son activité dans 129 autres pays.

## Organisation
Selon son président William Vidal en 2015, Ecocert est détenue par la holding Sylvestris, dont lui et ses deux enfants sont les uniques gérants. Celle-ci détiendrait «une trentaine » de filiales dans le monde.